# アムステルダム無情
『アムステルダム無情』（アムステルダムむじょう、原題：Amsterdamned）は、1988年に公開されたオランダのサスペンス映画。

## あらすじ
舞台は1980年代のアムステルダム。ある殺人がアムステルダムの運河に飛び込んで、そこから被害を狙う。映画はアムステルダムの夜から始まり、殺人が中華料理店からナイフを盗む。その後、歓楽街から売春婦がタクシーで帰ろうとするが、運転者と性交を遠慮した際、追い出され自分で帰ろうとする。そこである貧乏の女性が彼女を助けようとするが、彼女は遠慮する。その後、殺人魔が運河から現れ彼女をナイフで刺し、殺害する。次の日、アムステルダムの運河でツアーする船が、橋からぶら下がっている死体に当たり、観光客を怖がらせる。それを聞いた主任捜査官エリック・フィッサー（フープ・スターペル）は現場に来て、調査を始める。同じ日の夜、二人の環境主義者が水サンプルの採取をするが、一人は運河に落ち斬首され、もう一人は泳いで逃げようとするが、足を押され殺害される。次の日、エリックは現場で水上警察ジョンと会い、捜査で何か見つけたと聞くが、ジョンはまだ何もないと答える。エリックは捜査中、地元のダイビングクラブでラウラ（モニーク・ファン・デ・ヴェン）と会い、彼女と一緒に飲む予定だったが、そこで彼女は精神科医マーティンとコンサートに行くため、成功しなかった。エリックはその後、ラウラを美術館で会い、その夜一緒に晩餐に行く。同じ夜、救世軍の女性が殺人から殺される。数件の殺害事件後、アムステルダムの市長は今の捜査が不満で、エリックを主任捜査官から下そうとするが、警察署長はそれに反対する。次の日、エリックと調査軍がオートバイで逃げた狂人を逮捕するが、エリックは彼を殺人じゃないと疑う。その夜、船長が雨の中で船から溺れ、運河で殺される。次の日、ジョンは現場で水中捜査をするが、そこで現れた殺人から殺される。エリックはその後、ダイビングクラブから殺人がそこにいると報告され、そこに彼が行くが、殺人はジェットスキーで運河に逃げ、彼は他のジェットスキーで追いかける。そこで下水に逃げた殺人が、追いかけたエリックを打ち、エリックは無意識になる。次の日、ラウラは精神科医マーティンの所に行くが、そこでラウラは彼の小港を見つける。そこで、ラウラは彼を殺人と疑い、エリックを呼ぶ。その後、ラウラはマーティンを攻撃するが、そこから運河からの殺人がラウラを殺そうとするが、その瞬間エリックが殺人を撃つ。その後、マーティンはその殺人が彼の古い同僚と告白し、彼の仕事中放射性になり、古い顔を無くし、社会への復讐を目的する殺人魔に変わった。殺人は捜査軍が現れた瞬間、自殺し問題が終わる。映画はエリックとラウラが陽気でボート活動で終わる。終わりの曲はオランダの女子グループロイス・レーンから歌われた同名の曲。

## 続編
ほぼ40年後、2025年にフープ・スターペルが出演する続編『アムステルダム無情2』が公開される予定。

## キャスト
- フープ・スターペル
- モニーク・ファン・デ・ヴェン
- ヴィム・ゾマー